# 前386年
| 千纪： | 前1千纪 |
| 世纪： | 前5世纪 \| 前4世纪 \| 前3世纪 |
| 年代： | 前410年代 \| 前400年代 \| 前390年代 \| 前380年代 \| 前370年代 \| 前360年代 \| 前350年代 |
| 年份： | 前391年 \| 前390年 \| 前389年 \| 前388年 \| 前387年 \| 前386年 \| 前385年 \| 前384年 \| 前383年 \| 前382年 \| 前381年                                                                        |
| 纪年： | 周安王十六年 魯穆公三十年 齊康公十九年 田齐太公元年 晉孝公三年 趙敬侯元年 魏武侯十年 韓文侯元年 秦出公元年 楚悼王十六年 宋休公十年 衛慎公二十九年 鄭康公十年 燕後簡公二十九年 越王翳二十五年 |

## 大事记
- 周安王承認齊國大夫田和為齊侯，田齊建立。
- 趙公子朝作亂，與魏襲邯鄲，失敗。
- 楚悼王任命吳起為令尹，實行變法。
- 趙遷都邯鄲。